# Arvid Laurin
Arvid Laurentius Laurin (* 3. Oktober 1901 in Lysekil; † 6. Mai 1998 in Sköldinge) war ein schwedischer Segler und Yachtkonstrukteur.

## Erfolge

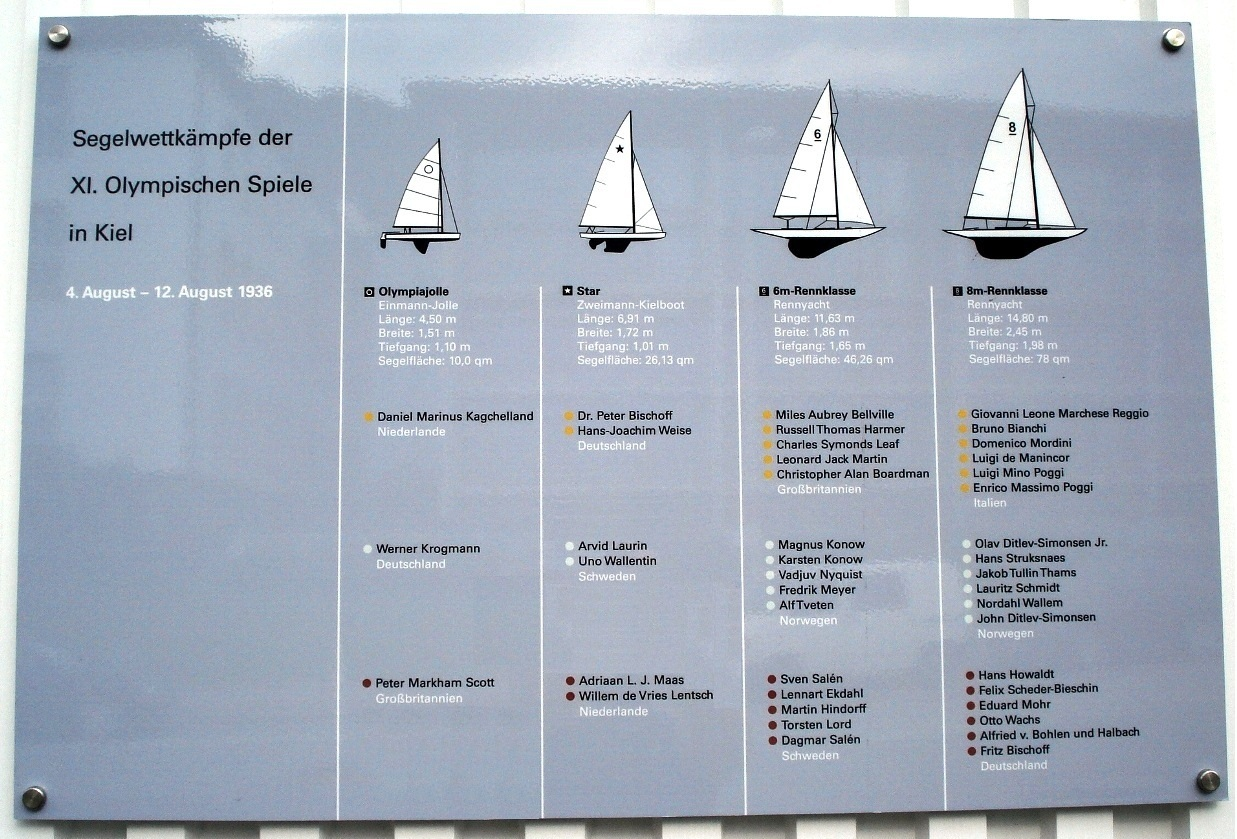
Informationstafel mit den Ergebnissen der olympischen Segelwettbewerbe 1936 am Tor zum Sportboothafen Düsternbrook in Kiel, dem damaligen „Olympiahafen Düsternbrook“

Arvid Laurin nahm an den Olympischen Spielen 1936 in Berlin mit Uno Wallentin in der Bootsklasse Star teil. Mit ihrem Boot Sunshine erzielten sie 64 Gesamtpunkte und schlossen die Regatta, die vor dem Olympiahafen Düsternbrook in Kiel stattfand, einen Punkt vor den drittplatzierten Niederländern auf dem zweiten Platz ab. Hinter den Olympiasiegern Peter Bischoff und Hans-Joachim Weise aus Deutschland erhielten sie somit die Silbermedaille.
Laurin war Yachtkonstrukteur und erstellte eine Reihe von ähnlichen Bootsentwürfen, als Langkieler und als Slup getakelt, die nach ihm benannt wurden:
- 1979: Laurin 26, Länge 26,08 Fuß (7,95 m)[1]
- 1966: Laurin 28, Länge 27,36 Fuß (8,34 m)[2]
- 1968: Laurin 31, Länge 31,66 Fuß (9,65 m)[3]
- 1964: Laurin 32, Länge 32,18 Fuß (9,81 m)[4]